# Leiopus pleuriticus
Leiopus pleuriticus är en skalbaggsart som beskrevs av White 1855. Leiopus pleuriticus ingår i släktet Leiopus och familjen långhorningar.
Artens utbredningsområde är Paraguay. Inga underarter finns listade i Catalogue of Life.